# Onosma johnstonii
Onosma johnstonii är en strävbladig växtart som beskrevs av H. Riedl. Onosma johnstonii ingår i släktet Onosma och familjen strävbladiga växter. Inga underarter finns listade i Catalogue of Life.